# عین ارنات
عین ارنات (به عربی: عين أرنات) یک شهرداری در الجزایر است که در استان سطیف واقع شده‌است. عین ارنات ۴۳٬۵۵۱ نفر جمعیت دارد.